# Peruviaanse Humanistische Partij
De Peruviaanse Humanistische Partij (Partido Humanista Peruano), aanvankelijk gestart als de Peruviaanse Humanistische Beweging (Movimiento Humanista Peruano) is een politieke partij in Peru. De partij werd in 2001 opgericht door Yehude Simon Munaro die voorheen president van de regio Lambayeque was.
Tijdens de verkiezingen van 2006 maakte het deel uit van de alliantie Concertación Descentralista met Susana Villarán als presidentskandidaat. Tijdens de verkiezingen van 2011 ging het een verbinding aan in de Alliantie voor de Grote Verandering, samen met de Christelijke Volkspartij, de Alliantie voor de Vooruitgang en Nationale Restauratie.